# Tingena siderota
Tingena siderota är en fjärilsart som först beskrevs av Edward Meyrick 1888e.  Tingena siderota ingår i släktet Tingena och familjen praktmalar. Inga underarter finns listade i Catalogue of Life.